# Зяйлево
Зяйлево (баш. Йәйләү) — деревня в Илишевском районе Башкортостана, входит в состав Исаметовского сельсовета.

## Население
| 2002 | 2009 | 2010 |
| ---- | ---- | ---- |
| 201  | ↘189 | ↘181 |

Национальный состав
Согласно переписи 2002 года, преобладающая национальность — башкиры (81 %).

## Географическое положение
Расстояние до:
- районного центра (Верхнеяркеево): 19 км,
- центра сельсовета (Исаметово): 2 км,
- ближайшей ж/д станции (Буздяк): 126 км.